# Gambusia
Gambusia è un genere di pesci d'acqua dolce appartenenti alla famiglia Poeciliidae.

## Descrizione
Il dimorfismo sessuale è evidente: il maschio è più piccolo e minuto della femmina e provvisto di gonopodio.

## Diffusione e habitat
Le specie del genere sono originarie del Centro-Sudamerica.

## Specie
Il genere Gambusia comprende 45 specie: 
- Gambusia affinis
- Gambusia alvarezi
- Gambusia amistadensis
- Gambusia atrora
- Gambusia aurata
- Gambusia baracoana
- Gambusia beebei
- Gambusia bucheri
- Gambusia clarkhubbsi
- Gambusia dominicensis
- Gambusia echeagarayi
- Gambusia eurystoma
- Gambusia gaigei
- Gambusia geiseri
- Gambusia georgei
- Gambusia heterochir
- Gambusia hispaniolae
- Gambusia holbrooki
- Gambusia hurtadoi
- Gambusia krumholzi
- Gambusia lemaitrei
- Gambusia longispinis
- Gambusia luma
- Gambusia manni
- Gambusia marshi
- Gambusia melapleura
- Gambusia monticola
- Gambusia myersi
- Gambusia nicaraguensis
- Gambusia nobilis
- Gambusia panuco
- Gambusia pseudopunctata
- Gambusia punctata
- Gambusia puncticulata
- Gambusia quadruncus
- Gambusia regani
- Gambusia rhizophorae
- Gambusia senilis
- Gambusia sexradiata
- Gambusia speciosa
- Gambusia vittata
- Gambusia wrayi
- Gambusia xanthosoma
- Gambusia yucatana
- Gambusia zarskei